# S-věty
S-věty (podle anglického Safety advice) jsou zastaralé a na nových výrobcích nepoužívané standardní pokyny pro bezpečné nakládání s nebezpečnými chemickými látkami a přípravky. Od roku 2015 jsou nahrazeny tzv. P-větami.
S-věty vycházely z dřívějšího systému bezpečnostní klasifikace používaného především v Evropě. Zastaraly a celosvětově byly nahrazeny globálně harmonizovaným systémem klasifikace a označování chemikálií (GHS), který namísto S-vět obsahuje P-věty s prakticky totožným obsahem a stejným účelem, jako měly dříve S-věty.

## Jednoduché S-věty
- S1: Uchovávejte uzamčené
- S2: Uchovávejte mimo dosah dětí
- S3: Uchovávejte na chladném místě
- S4: Uchovávejte mimo obytné objekty
- S5: Uchovávejte pod … (příslušnou kapalinu specifikuje výrobce)
- S6: Uchovávejte pod … (inertní plyn specifikuje výrobce)
- S7: Uchovávejte obal těsně uzavřený
- S8: Uchovávejte obal suchý
- S9: Uchovávejte obal na dobře větraném místě
- S12: Neuchovávejte obal těsně uzavřený
- S13: Uchovávejte odděleně od potravin, nápojů a krmiv
- S14: Uchovávejte odděleně od … (vzájemně se vylučující látky uvede výrobce)
- S15: Chraňte před teplem
- S16: Uchovávejte mimo dosah zdrojů zapálení - Zákaz kouření
- S17: Uchovávejte mimo dosah hořlavých materiálů
- S18: Zacházejte s obalem opatrně a opatrně jej otevírejte
- S20: Nejezte a nepijte při používání
- S21: Nekuřte při používání
- S22: Nevdechujte prach
- S23: Nevdechujte plyny/dýmy/páry/aerosoly (příslušný výraz specifikuje výrobce)
- S24: Zamezte styku s kůží
- S25: Zamezte styku s očima
- S26: Při zasažení očí okamžitě důkladně vypláchněte vodou a vyhledejte lékařskou pomoc
- S27: Okamžitě odložte veškeré kontaminované oblečení
- S28: Při styku s kůží okamžitě omyjte velkým množstvím … (vhodnou kapalinu specifikuje výrobce)
- S29: Nevylévejte do kanalizace
- S30: K tomuto výrobku nikdy nepřidávejte vodu
- S33: Proveďte preventivní opatření proti výbojům statické elektřiny
- S35: Tento materiál a jeho obal musí být zneškodněny bezpečným způsobem
- S36: Používejte vhodný ochranný oděv
- S37: Používejte vhodné ochranné rukavice
- S38: V případě nedostatečného větrání používejte vhodné vybavení pro ochranu dýchacích orgánů
- S39: Používejte osobní ochranné prostředky pro oči a obličej
- S40: Podlahy a předměty znečistěné tímto materiálem čistěte … (specifikuje výrobce)
- S41: V případě požáru nebo výbuchu nevdechujte dýmy
- S42: Při fumigaci nebo rozprašování používejte vhodný ochranný prostředek k ochraně dýchacích orgánů (specifikaci uvede výrobce)
- S43: V případě požáru použijte … (uveďte zde konkrétní typ hasicího zařízení. Pokud zvyšuje riziko voda, připojte „Nikdy nepoužívat vodu“)
- S45: V případě nehody, nebo necítíte-li se dobře, okamžitě vyhledejte lékařskou pomoc (je-li možno, ukažte toto označení)
- S46: Při požití okamžitě vyhledejte lékařskou pomoc a ukažte tento obal nebo označení
- S47: Uchovávejte při teplotě nepřesahující … °C (specifikuje výrobce)
- S48: Uchovávejte ve zvlhčeném stavu … (vhodnou látku specifikuje výrobce)
- S49: Uchovávejte pouze v původním obalu
- S50: Nesměšujte s … (specifikuje výrobce)
- S51: Používejte pouze v dobře větraných prostorách
- S52: Nedoporučuje se pro použití v interiéru na velké plochy
- S53: Zamezte expozici - před použitím si obstarejte speciální instrukce
- S56: Zneškodněte tento materiál a jeho obal ve sběrném místě pro zvláštní nebo nebezpečné odpady
- S57: Použijte vhodný obal k zamezení kontaminace životního prostředí
- S59: Informujte se u výrobce nebo dodavatele o regeneraci nebo recyklaci
- S60: Tento materiál a jeho obal musí být zneškodněny jako nebezpečný odpad
- S61: Zabraňte uvolnění do životního prostředí. Viz speciální pokyny nebo bezpečnostní listy
- S62: Při požití nevyvolávejte zvracení: okamžitě vyhledejte lékařskou pomoc a ukažte tento obal nebo označení
- S63: V případě nehody při vdechnutí přeneste postiženého na čerstvý vzduch a ponechte jej v klidu
- S64: Při požití vypláchněte ústa velkým množstvím vody (pouze je-li postižený při vědomí)

## Kombinované S-věty
- S1/2: Uchovávejte uzamčené a mimo dosah dětí
- S3/7: Uchovávejte obal těsně uzavřený na chladném místě
- S3/9/14: Uchovávejte na chladném, dobře větraném místě odděleně od … (vzájemně se vylučující látky uvede výrobce)
- S3/9/14/49: Uchovávejte pouze v původním obalu na chladném dobře větraném místě, odděleně od … (vzájemně se vylučující látky uvede výrobce)
- S3/9/49: Uchovávejte pouze v původním obalu na chladném, dobře větraném místě
- S3/14: Uchovávejte na chladném místě, odděleně od (vzájemně se vylučující látky uvede výrobce)
- S7/8: Uchovávejte obal těsně uzavřený a suchý
- S7/9: Uchovávejte obal těsně uzavřený, na dobře větraném místě
- S7/47: Uchovávejte obal těsně uzavřený, při teplotě nepřesahující … °C (specifikuje výrobce)
- S20/21: Nejezte, nepijte a nekuřte při používání
- S24/25: Zamezte styku s kůží a očima
- S27/28: Po styku s kůží okamžitě odložte veškeré kontaminované oblečení a kůži okamžitě omyjte velkým množstvím … (vhodnou kapalinu specifikuje výrobce)
- S29/35: Nevylévejte do kanalizace, tento materiál a jeho obal musí být zneškodněny bezpečným způsobem
- S29/56: Nevylévejte do kanalizace, zneškodněte tento materiál a jeho obal ve sběrném místě pro zvláštní nebo nebezpečné odpady
- S36/37: Používejte vhodný ochranný oděv a ochranné rukavice
- S36/37/39: Používejte vhodný ochranný oděv, ochranné rukavice a ochranné brýle nebo obličejový štít
- S36/39: Používejte vhodný ochranný oděv a ochranné brýle nebo obličejový štít
- S37/39: Používejte vhodné ochranné rukavice a ochranné brýle nebo obličejový štít
- S47/49: Uchovávejte pouze v původním obalu při teplotě nepřesahující … °C (specifikuje výrobce)